# Aiko (cantante checa)
Aliona Shirmanova-Kostebelova (en ruso: Алёна Ширманова-Костебелова; Moscú, Rusia, 26 de diciembre de 1999), conocida por su nombre artístico Aiko, es una cantante y compositora checa que vive en Brighton, Inglaterra. Representó a Chequia en el Festival de la Canción de Eurovisión 2024 con la canción "Pedestal". Allí conoció a su pareja Kat Almagro, baterista del grupo Megara, representantes de San Marino.

## Primeros años
Aliona Shirmanova-Kostebelova nació en Moscú, Rusia. Poco después se mudó con su familia a Karlovy Vary, Chequia, donde se crio.

## Carrera
En 2015, Shirmanova participó en la cuarta temporada del reality show de talentos Česko Slovenská SuperStar. Luego, se mudó al Reino Unido para seguir una carrera musical, instalándose primero en Londres y luego en Brighton. Bajo el nombre artístico de Aiko, lanzó su álbum debut homónimo en 2018, seguido de Expiration Date en 2020, cuando lanzó su primer sencillo "Hunt".
Fue la primera artista checa en aparecer en las pantallas de Times Square y la primera mujer checa en participar en la campaña Spotify Equal. Actuó en los festivales Rock for People, ESNS, Metronome Prague, The Great Escape, Grape, Nouvelle Prague, Sziget y Waves Vienna, además de seguir a Alice Merton, Black Honey, Lauren Ruth Ward y Tamino en algunas de sus giras como telonera. Algunas de sus canciones fueron incluidas en los programas de televisión Teen Mom y Love Island.
Aiko lanzó su tercer álbum Fortune's Child el 13 de octubre de 2023. El 28 de noviembre de 2023, fue anunciada como una de las concursantes de ESCZ, la final nacional del Festival de la Canción de Eurovisión 2024, compitiendo con la canción "Pedestal". El 13 de diciembre, se reveló que había ganado la selección.

## Discografía

### Álbumes
| Título          | Detalles del álbum                                                         |
| --------------- | -------------------------------------------------------------------------- |
| Aiko            | - Publicado: 25 de agosto de 2018 - Formatos: Streaming, descarga digital  |
| Expiration Date | - Publicado: 17 de julio de 2020 - Formatos: Streaming, descarga digital   |
| Fortune's Child | - Publicado: 13 de octubre de 2023 - Formatos: Streaming, descarga digital |

### Sencillos

#### Como artista principal
| Sencillo                 | Año  | Álbum / EP      |
| ------------------------ | ---- | --------------- |
| "Hunt"                   | 2020 | Expiration Date |
| "Power"                  | 2021 | Fortune's Child |
| "Daughter of the Sun"    | 2021 | Fortune's Child |
| "Gemini"                 | 2021 | Fortune's Child |
| "Alter Ego"              | 2022 |                 |
| "I Want to Be Perfect"   | 2022 |                 |
| "Restless" (con Boy Jr.) | 2022 | Fortune's Child |
| "Instincts"              | 2023 |                 |
| "Lucky Streak"           | 2023 | Fortune's Child |
| "Pedestal"               | 2023 | Fortune's Child |

#### Colaboraciones
| Sencillo                                                               | Año  | Álbum / EP |
| ---------------------------------------------------------------------- | ---- | ---------- |
| "Why Don't You" (Ivo Blahunek featuring Aiko)                          | 2023 |            |
| "The Internet" (Noisy Pots featuring Aiko)                             | 2023 |            |
| "Come Closer" (Tonya Graves y Blanka Maderová featuring Teza and Aiko) | 2023 |            |